# Xysticus texanus
Xysticus texanus là một loài nhện trong họ Thomisidae.
Loài này thuộc chi Xysticus. Xysticus texanus được Richard C. Banks miêu tả năm 1904.